# Too Hot to Handle
Too Hot to Handle (em português: Brincando com Fogo) é um reality show de namoro de televisão produzido pela produtora britânica Fremantle Talkback. O programa consistiu em oito episódios, todos lançados em 17 de abril de 2020 pela Netflix. A apresentadora da série é uma assistente virtual chamada "Lana", que dá ao elenco as regras que eles devem seguir para a temporada; Desiree Burch é responsável pela narração do reality. A premissa do programa é ensinar jovens, solteiros, a criar conexões genuínas em vez de suas conversas habituais. Se os participantes se envolverem em qualquer contato sexual na ilha, o prêmio em dinheiro diminuirá, começando em 100 mil dólares.
Na noite final, os participantes Bryce Hirschberg, Chloe Veitch, David Birtwistle, Francesca Farago, Harry Jowsey, Kelz Dyke, Lydia Clyma, Nicole O'Brien, Rhonda Paul e Sharron Townsend foram considerados os vencedores de Too Hot to Handle e dividiram o prêmio reduzido de 75 mil dólares.

## Elenco

### 1ª Temporada
| Nome do Participante | Idade | Residência                                  | Entrada    | Saída      | Status    |
| -------------------- | ----- | ------------------------------------------- | ---------- | ---------- | --------- |
| Bryce Hirschberg     | 29    | Venice, Califórnia, · Estados Unidos        | Episódio 3 | Episódio 8 | Vencedor  |
| Chloe Veitch         | 21    | Essex, Inglaterra, · Reino Unido            | Episódio 1 | Episódio 8 | Vencedora |
| David Birtwistle     | 28    | Manchester, Inglaterra, · Reino Unido       | Episódio 1 | Episódio 8 | Vencedor  |
| Francesca Farago     | 25    | Vancouver, Colúmbia Britânica, · Canadá     | Episódio 1 | Episódio 8 | Vencedora |
| Harry Jowsey         | 21    | Queensland, · Austrália                     | Episódio 1 | Episódio 8 | Vencedor  |
| Kelechi "Kelz" Dyke  | 27    | Londres, Inglaterra, · Reino Unido          | Episódio 1 | Episódio 8 | Vencedor  |
| Lydia Clyma          | 22    | Portsmouth, Inglaterra, · Reino Unido       | Episódio 6 | Episódio 8 | Vencedora |
| Nicole O'Brien       | 23    | County Cork, Irlanda                        | Episódio 1 | Episódio 8 | Vencedora |
| Rhonda Paul          | 27    | Atlanta, Geórgia, · Estados Unidos          | Episódio 1 | Episódio 8 | Vencedora |
| Sharron Townsend     | 25    | Camden, Nova Jérsei, · Estados Unidos       | Episódio 1 | Episódio 8 | Vencedor  |
| Kori Sampson         | 22    | Hertfordshire, Inglaterra, · Reino Unido    | Episódio 6 | Episódio 8 | Eliminado |
| Madison Wyborny      | 20    | Califórnia, Estados Unidos                  | Episódio 6 | Episódio 8 | Eliminado |
| Matthew Smith        | 29    | Highlands Ranch, Colorado, · Estados Unidos | Episódio 1 | Episódio 6 | Desistiu  |
| Haley Cureton        | 20    | Jacksonville, Flórida, · Estados Unidos     | Episódio 1 | Episódio 6 | Eliminada |

### 2ª Temporada
Elenco da 2ª Temporada divulgado em 15 Junho 2021.
| Nacionalidade  | Participante      | Idade | Residencia    | Entrada   | Saida      | Status    |
| -------------- | ----------------- | ----- | ------------- | --------- | ---------- | --------- |
| França         | Marvin Anthony    | 26    | Paris         | Episode 1 | Episode 10 | Vencedor  |
| Reino Unido    | Cam Holmes        | 24    | Newport       | Episode 1 | Episode 10 | 2º Lugar  |
| Canadá         | Carly Lawrence    | 24    | Toronto       | Episode 1 | Episode 10 | 3º Lugar  |
| Estados Unidos | Chase de Moor     | 24    | Seattle       | Episode 1 | Episode 10 | Finalista |
| Estados Unidos | Elle Monae        | 25    | Washington    | Episode 6 | Episode 10 | Finalista |
| Reino Unido    | Emily Miller      | 27    | London        | Episode 1 | Episode 10 | Finalista |
| Estados Unidos | Joey Joy          | 23    | Miami         | Episode 6 | Episode 10 | Finalista |
| Estados Unidos | Melinda Melrose   | 28    | New York City | Episode 1 | Episode 10 | Finalista |
| Reino Unido    | Nathan Webb       | 27    | Dallas        | Episode 1 | Episode 10 | Finalista |
| Reino Unido    | Tabitha Cliftt    | 22    | London        | Episode 6 | Episode 10 | Finalista |
| Nova Zelândia  | Larissa Trownson  | 28    | Auckland      | Episode 1 | Episode 8  | Desistiu  |
| África do Sul  | Christina Carmela | 30    | Cape Town     | Episode 4 | Episode 8  | Eliminado |
| Reino Unido    | Robert Van Tromp  | 29    | London        | Episode 4 | Episode 8  | Eliminado |
| Estados Unidos | Kayla Carter      | 24    | Jacksonville  | Episode 1 | Episode 5  | Eliminado |
| Estados Unidos | Peter Vigilante   | 21    | New York City | Episode 1 | Episode 5  | Eliminado |

## Episódios

### 1ª Temporada
| N.º | Título                                                                      | Lançamento          |
| --- | --------------------------------------------------------------------------- | ------------------- |
| 1   | ""Love, Sex or Money" (Amor, sexo ou dinheiro)"                             | 17 de abril de 2020 |
| 2   | ""When Harry Met Frances..." (Harry e Francesca - feitos um para o outro?)" | 17 de abril de 2020 |
| 3   | ""Revenge Is a Dish Best Served Hot" (Vingança quente)"                     | 17 de abril de 2020 |
| 4   | ""Two's Company, Three's a ... Threesome" (Dois é bom, três é... Ménage)"   | 17 de abril de 2020 |
| 5   | ""Boys to Men" (Só para homens)"                                            | 17 de abril de 2020 |
| 6   | ""The Bryce Isn't Right" (Bryce não é o cara)"                              | 17 de abril de 2020 |
| 7   | ""Sisters over Misters" (Mulheres acima dos homens)"                        | 17 de abril de 2020 |
| 8   | ""Lust or Bust" (Resistir ou não)"                                          | 17 de abril de 2020 |

### 2ª temporada
| N.º | Título                                 | Lançamento          |
| --- | -------------------------------------- | ------------------- |
| 1   | "C**kblocked by a Cone"                | 23 de junho de 2021 |
| 2   | "You Gotta Watch Out for Pete"         | 23 de junho de 2021 |
| 3   | "On Est dans la Merde"                 | 23 de junho de 2021 |
| 4   | "Resist Everything… Except Temptation" | 23 de junho de 2021 |
| 5   | "An Offer You Can't Refuse"            | 30 de junho de 2021 |
| 6   | "Give Up The Chase"                    | 30 de junho de 2021 |
| 7   | "Misters Over Sisters"                 | 30 de junho de 2021 |
| 8   | "Money Down The Drain"                 | 30 de junho de 2021 |
| 9   | "Green Lights and Hot Nights"          | 30 de junho de 2021 |
| 10  | "I Did Not See That Coming"            | 30 de junho de 2021 |

## Produção

### Desenvolvimento
Viki Kolar e Jonno Richards, produtores executivos de Too Hot to Handle, disseram que encontraram inspiração na inteligência artificial e em assistentes virtuais (Alexa, Siri, Assistant), especialmente em videovigilância. O produtor Viki Kolar afirmou: "[IA] está literalmente em todo lugar ao nosso redor. Está meio que nos governando, está assumindo o controle", em uma entrevista à revista Glamour.
Em 5 de maio de 2019, a Netflix aplicou à marca registrada a frase "Too Hot to Handle" para todos os fins educacionais, de treinamento, entretenimento, esporte e cultura. O programa foi aprovado em 24 de junho de 2019 e foi prorrogado em 5 de março de 2020. Isso foi feito com outros programas originais da Netflix como Stranger Things, The OA e Big Mouth.
O programa, ao invés de usar um humano como anfitrião, usou uma assistente virtual chamada "Lana". Desiree Burch fez a narração do programa, fazendo comentários sarcásticos e cômicos dos competidores.

### Filmagem
Too Hot to Handle foi filmado em 2019 na Casa Tau em Punta Mita, México.

### Lançamento
Em 10 de abril de 2020, a Netflix lançou o trailer da primeira temporada de Too Hot to Handle. A primeira temporada de Too Hot to Handle consistiu em oito episódios, todos os quais foram lançados em 17 de abril de 2020 na Netflix.